# Bahnradsport-Weltmeisterschaften 1963
Die Bahnradsport-Weltmeisterschaften 1963 fanden vom 1. bis 7. August 1963 auf der Radrennbahn in Rocourt statt.
Beherrschende Nation bei diesen Weltmeisterschaften im eigenen Lande war Belgien mit insgesamt vier WM-Titeln von insgesamt neun zu vergebenden.
Von der deutschen Zeitschrift Radsport wurden die Rennen der Frauen, nun zum siebten Mal ausgetragen, weiterhin skeptisch betrachtet: „Wettbewerbe der Frauen mögen vielleicht auf manchen Gebieten attraktiv sein, zum Beispiel im Kunstfahren; im Rennsport sind sie es nicht. Denn hier hat in den meisten Fällen Venus vergessen, einen Strahl ihrer Gunst auf ihre radelnden Kolleginnen zu schicken.“ Über die Weltmeisterin Beryl Burton, deren Familie – Mann und Kinder – angereist war, bemerkte ein Journalist ironisch: „Vater macht die Betten, und Mutter fährt Rad. Wunderbar!“
Gerühmt wurde der neue Amateur-Weltmeister im Sprint, Patrick Sercu:

„Ein neuer Mann, ein neuer Stern am Fliegersport-Himmel triumphierte; keine ‚Eintagsfliege‘, sondern ein Sportler, der auf Grund des angeborenen Talents und einer sportlichen Lebensweise verspricht, auch weiterhin von sich reden zu machen.“

## Resultate

### Frauen
| Disziplin                | Platz | Land                   | Athlet             |
| ------------------------ | ----- | ---------------------- | ------------------ |
| Sprint                   | 1     | Sowjetunion            | Galina Ermolaeva   |
|                          | 2     | Sowjetunion            | Irina Kiritschenko |
|                          | 3     | Sowjetunion            | Walentina Sawina   |
| Einerverfolgung (3000 m) | 1     | Vereinigtes Königreich | Beryl Burton       |
|                          | 2     | Belgien                | Yvonne Reynders    |
|                          | 3     | Sowjetunion            | Ljubow Rjabchenko  |

### Männer (Profis)
| Disziplin                | Platz | Land        | Athlet                         |
| ------------------------ | ----- | ----------- | ------------------------------ |
| Sprint                   | 1     | Italien     | Sante Gaiardoni                |
|                          | 2     | Italien     | Antonio Maspes                 |
|                          | 3     | Belgien     | Jos De Bakker                  |
| Einerverfolgung (5000 m) | 1     | Italien     | Leandro Faggin                 |
|                          | 2     | Niederlande | Peter Post                     |
|                          | 3     | Niederlande | Henk Nijdam                    |
| Steherrennen (100 km)    | 1     | Belgien     | Leo Proost/Emile Vandenbosch   |
|                          | 2     | Belgien     | Paul Depaepe/Otto Faltin       |
|                          | 3     | Frankreich  | Robert Varnajo/Hugo Lorenzetti |

### Männer (Amateure)
| Disziplin                      | Platz | Land                   | Athlet                                                                    |
| ------------------------------ | ----- | ---------------------- | ------------------------------------------------------------------------- |
| Sprint                         | 1     | Belgien                | Patrick Sercu                                                             |
|                                | 2     | Italien                | Sergio Bianchetto                                                         |
|                                | 3     | Frankreich             | Pierre Trentin                                                            |
| Einerverfolgung (4000 m)       | 1     | Belgien                | Jean Walschaerts                                                          |
|                                | 2     | Sowjetunion            | Stanislaw Moskwin                                                         |
|                                | 3     | Vereinigtes Königreich | Hugh Porter                                                               |
| Mannschaftsverfolgung (4000 m) | 1     | Sowjetunion            | Arnold Belgardt/Sergei Tereschtschenkow/ Stanislaw Moskwin/Wiktor Romanow |
|                                | 2     | BR Deutschland         | Lothar Claesges/Klemens Großimlinghaus/ Karl-Heinz Henrichs/Ernst Streng  |
|                                | 3     | Dänemark               | Bent Hansen/Preben Isaksson Leif Larsen/Kurt vid Stein                    |
| Steherrennen (1 Stunde)        | 1     | Belgien                | Romain De Loof/August Meuleman                                            |
|                                | 2     | BR Deutschland         | Karl-Heinz Matthes/Otto Faltin                                            |
|                                | 3     | Schweiz                | Ueli Luginbühl/Georges Grolimund                                          |